# Yamaha 5AJ
Der Yamaha 5AJ ist ein luftgekühlter Zweizylinder-V 60° Viertakt-Ottomotor. Er wird in der Yamaha XV 125 Virago und in der Sachs Roadster 125 V2 verwendet.

## Technische Daten

### Bauform
- Art: V-Motor
- Zylinder: 2
- Zylinderbankwinkel: 60°
- Kühlung: luftgekühlt
- Steuerung: OHC mit Kette und Kipphebel, Zweiventiler
- Ventilspiel (kalt): Einlass 0,08–0,12 mm / Auslass 0,10–0,14 mm
- Hubraum: 124 cm³
- Bohrung: 41,0 mm
- Hub: 47,0 mm
- Verdichtungsverhältnis: 10,7:1
- Zündung: kontaktlos gesteuerte CDI-Zündanlage mit digitaler Zündverstellung

### Leistung
In der Yamaha XV 125 Virago:
- 7,3 kW/10 PS (1997)
- 8,3 kW/11,4 PS (1998–2002)

In der Sachs Roadster 125 V2:
- 10 kW/14 PS